# Nina Repeta
Nina Repeta est une actrice américaine née le 10 septembre 1967 à Shelby en Caroline du Nord connue pour son rôle dans la série américaine Dawson.

## Filmographie
- 1993 - 1995 : Matlock : Shirley Hutchinson/Serveuse/Linda Maxwell/Kathy Bridges
- 1995 : Radioland Murders : Membres des sœurs Miller
- 1996 : A Kiss So Deadly : Serveuse
- 1996 : A Step Toward Tomorrow : Monica
- 1997 : The Three Lives of Karen : Glenda
- 1997 : Buried Alive II : Sherry
- 1997 : Bloodmon : Megan O'Hara
- 1998 : Ambushed : Mary Natter
- 1998 - 2003 : Dawson : Bessie Potter
- 1999 : Les Nouveaux Professionnels : Amy
- 2002 : Les Divins Secrets : Lady at Gas Station
- 2002 : The Angel Dolls : Clerk
- 2005 : Palmetto Pointe : Mme.Gail
- 2011 : Murder Biz : Nancy
- 2014 : The Remaining de Casey La Scala : Skylar's Mom